# Ramon Andersson
Ramon Dean Andersson (* 20. März 1963 in Perth) ist ein ehemaliger australischer Kanute.

## Erfolge
Ramon Andersson gehörte bei den Olympischen Spielen 1992 in Barcelona neben Ian Rowling, Kelvin Graham und Steve Wood zum australischen Aufgebot im Vierer-Kajak. Sie gewannen ihren Vorlauf und qualifizierten sich nach einem dritten Platz im Halbfinale für den Endlauf. Die 1000-Meter-Distanz absolvierten sie dort in 2:56,97 Minuten, womit sie hinter dem deutschen Vierer-Kajak und der ungarischen Mannschaft die Bronzemedaille gewannen. Auch 1996 in Atlanta erreichte Rowling mit dem Vierer-Kajak das Finale, kam mit der Mannschaft aber nicht über den neunten und damit letzten Platz hinaus.
Bereits 1991 wurde Andersson in Paris mit dem Vierer-Kajak über 10.000 Meter Vizeweltmeister. Ein Jahr darauf gelang ihm in Brisbane mit Steve Wood im Kanumarathon der Titelgewinn.